# 百科全书派

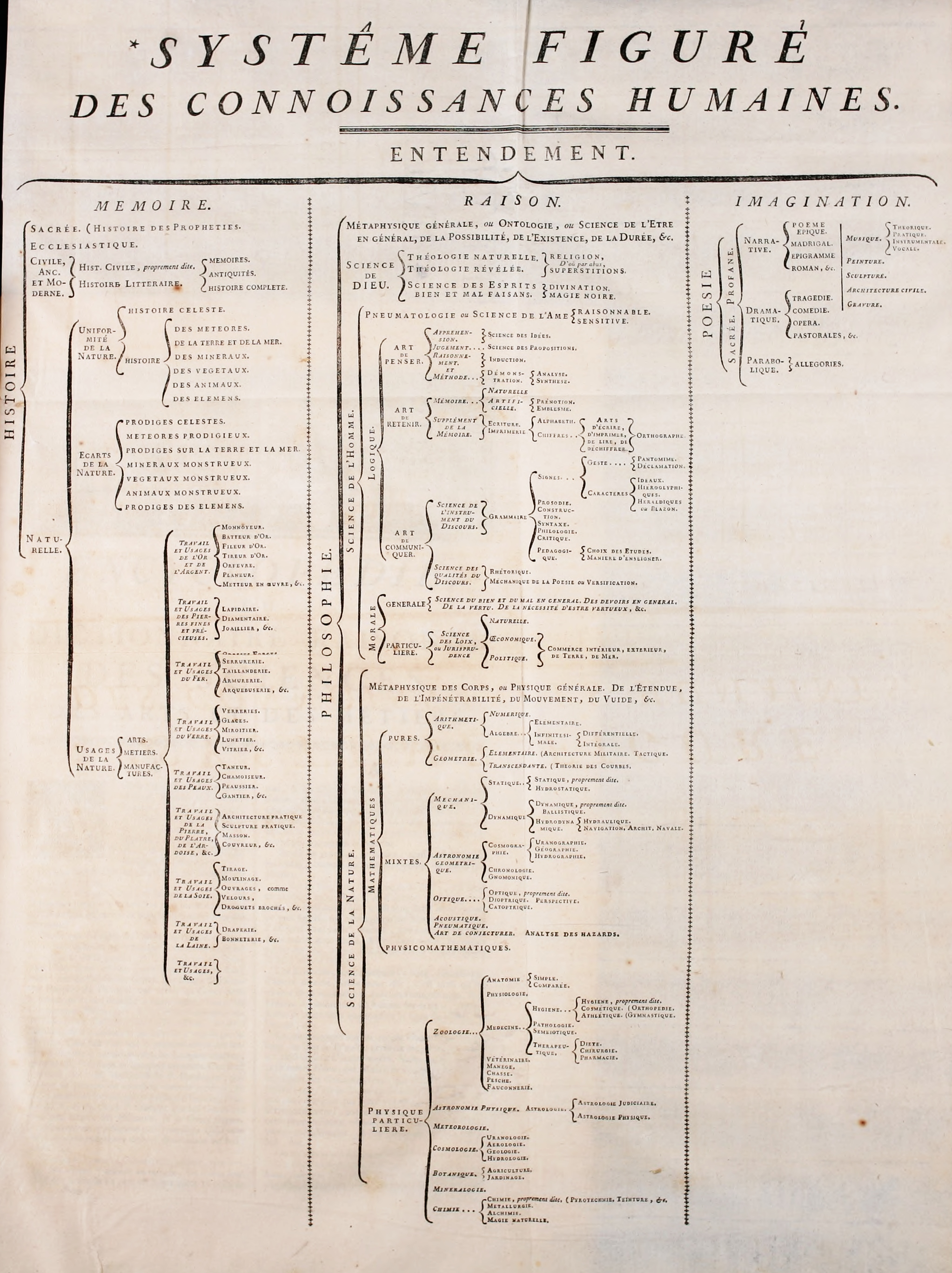
《百科全书》分類樹

百科全书派是指18世纪法国一部分启蒙思想家於编纂《百科全書》（全称为《百科全书，或科学、艺术和工艺详解词典》）过程中以狄德罗为核心形成的一个学术团体。:47-48
《百科全书》主编为狄德罗，副編為让·勒朗·达朗贝尔。在编纂《百科全书》之前，狄德罗已经开始与一些志同道合的自由思想作家结成了一个学术圈子，主要人员有孟德斯鸠、魁奈、杜尔哥、伏尔泰、卢梭、布丰、孔狄亚克、达朗贝尔、霍尔巴赫、爱尔维修等不少法国启蒙运动时期之著名人物。这些人也都参与了《百科全书》的编辑。:47-48

## 百科全书派相关人物
- 雅克-弗朗索瓦·布隆代爾
- 德尼·狄德罗
- 保爾·霍爾巴赫
- 讓-弗朗索瓦·馬蒙泰爾
- 孟德斯鸠
- 让-雅克·卢梭
- 勞恩男爵安·羅伯特·雅克·杜爾哥
- 伏爾泰

### 引用
1. 1 2  金常政. . 北京: 北京图书馆出版社. 2005-03. ISBN 7501326231.